# أوتانلو (تكاب)
أوتانلو (بالفارسية: اوتانلو) هي قرية تقع في إيران في Takab Rural District. يقدر عدد سكانها بـ 162 نسمة بحسب إحصاء 2016.